# Jumelleanthus perrieri
Jumelleanthus perrieri är en malvaväxtart som beskrevs av Bénédict Pierre Georges Hochreutiner. Jumelleanthus perrieri ingår i släktet Jumelleanthus och familjen malvaväxter. Inga underarter finns listade i Catalogue of Life.